# Істпорт (Ньюфаундленд і Лабрадор)
Істпорт (англ. Eastport) — містечко в Канаді, у провінції Ньюфаундленд і Лабрадор.

## Населення
За даними перепису 2016 року, містечко нараховувало 501 особу, показавши зростання на 3,9%, порівняно з 2011-м роком. Середня густина населення становила 26,9 осіб/км².
З офіційних мов обидвома одночасно володіли 10 жителів, тільки англійською — 495. Усього 5 осіб вважали рідною мовою не одну з офіційних.
Працездатне населення становило 42,4% усього населення, рівень безробіття — 30,6% (38,1% серед чоловіків та 25% серед жінок). 94,4% осіб були найманими працівниками, а 8,3% — самозайнятими.
Середній дохід на особу становив $39 126 (медіана $25 024), при цьому для чоловіків — $51 582, а для жінок $29 367 (медіани — $36 224 та $20 075 відповідно).
17,6% мешканців мали закінчену шкільну освіту, не мали закінченої шкільної освіти — 31,8%, 49,4% мали післяшкільну освіту, з яких 14,3% мали диплом бакалавра, або вищий.
| Статево-вікова структура населення | Статево-вікова структура населення | Статево-вікова структура населення | Статево-вікова структура населення | Статево-вікова структура населення |
| ---------------------------------- | ---------------------------------- | ---------------------------------- | ---------------------------------- | ---------------------------------- |
|                                    |                                    |                                    |                                    |                                    |
| Всього                             | Всього                             | 47,0%53,0%                         |                                    |                                    |
| 0 — 14 років                       | 0 — 14 років                       |                                    | 11,9%                              | 11,9%                              |
| 15 — 64 років                      | 15 — 64 років                      |                                    | 54,5%                              | 54,5%                              |
| 65 і більше                        | 65 і більше                        |                                    | 33,7%                              | 33,7%                              |
| 85 і більше                        | 85 і більше                        |                                    | 2%                                 | 2%                                 |
| Середній вік (років)               | Середній вік (років)               | 50,152,4                           | 51,3                               | 51,3                               |
| Медіана (років)                    | Медіана (років)                    | 56,057,5                           | 56,8                               | 56,8                               |
| — чоловіки — жінки                 |                                    |                                    |                                    |                                    |

| Походження мешканців:     | Походження мешканців:     | Походження мешканців: | Походження мешканців: | Походження мешканців: |
| ------------------------- | ------------------------- | --------------------- | --------------------- | --------------------- |
| Походження                |                           |                       | осіб                  | %                     |
| Корінні американці        | Корінні американці        |                       | 25                    | 5.1%                  |
| Інше північноамериканське | Інше північноамериканське |                       | 270                   | 55.1%                 |
| Європейське               | Європейське               |                       | 370                   | 75.51%                |
| британське                | британське                |                       | 350                   | 71.43%                |
| французьке                | французьке                |                       | 10                    | 2.04%                 |
| Азійське                  | Азійське                  |                       | 10                    | 2.04%                 |

| Зайнятість населення за галузями (за класифікацією NOC): | Зайнятість населення за галузями (за класифікацією NOC): | Зайнятість населення за галузями (за класифікацією NOC): | Зайнятість населення за галузями (за класифікацією NOC): | Зайнятість населення за галузями (за класифікацією NOC): |
| -------------------------------------------------------- | -------------------------------------------------------- | -------------------------------------------------------- | -------------------------------------------------------- | -------------------------------------------------------- |
|                                                          |                                                          |                                                          |                                                          |                                                          |
| Управління                                               | Управління                                               |                                                          | 5,4%                                                     | 5,4%                                                     |
| Бізнес, фінанси та адміністрування                       | Бізнес, фінанси та адміністрування                       |                                                          | 5,4%                                                     | 5,4%                                                     |
| Охорона здоров'я                                         | Охорона здоров'я                                         |                                                          | 5,4%                                                     | 5,4%                                                     |
| Освіта, правозахист, муніципальні та урядові служби      | Освіта, правозахист, муніципальні та урядові служби      |                                                          | 13,5%                                                    | 13,5%                                                    |
| Роздрібна торгівля та послуги                            | Роздрібна торгівля та послуги                            |                                                          | 16,2%                                                    | 16,2%                                                    |
| Гуртова торгівля, транспорт та обладнання                | Гуртова торгівля, транспорт та обладнання                |                                                          | 21,6%                                                    | 21,6%                                                    |
| Природні ресурси, сільське господарство                  | Природні ресурси, сільське господарство                  |                                                          | 13,5%                                                    | 13,5%                                                    |
| Виробництво                                              | Виробництво                                              |                                                          | 13,5%                                                    | 13,5%                                                    |

## Клімат
Середня річна температура становить 4,3°C, середня максимальна – 18,9°C, а середня мінімальна – -11,7°C. Середня річна кількість опадів – 1 168 мм.
| Клімат поселення                              | Клімат поселення | Клімат поселення | Клімат поселення | Клімат поселення | Клімат поселення | Клімат поселення | Клімат поселення | Клімат поселення | Клімат поселення | Клімат поселення | Клімат поселення | Клімат поселення | Клімат поселення |
| Показник                                      | Січ.             | Лют.             | Бер.             | Квіт.            | Трав.            | Черв.            | Лип.             | Серп.            | Вер.             | Жовт.            | Лист.            | Груд.            |                  |
| Середній максимум, °C                         | −1,1             | −1,31            | 2,42             | 7,03             | 11,38            | 15,84            | 18,87            | 18,74            | 14,97            | 10,09            | 5,31             | 0,10             |                  |
| Середня температура, °C                       | −6,26            | −6,48            | −2,73            | 1,86             | 6,21             | 10,68            | 15,53            | 15,40            | 11,61            | 6,74             | 1,95             | −3,25            |                  |
| Середній мінімум, °C                          | −11,42           | −11,65           | −7,9             | −3,29            | 1,06             | 5,52             | 12,18            | 12,03            | 8,26             | 3,38             | −1,4             | −6,61            |                  |
| Норма опадів, мм                              | 98               | 96               | 91               | 88               | 86               | 96               | 91               | 87               | 116              | 112              | 99               | 108              |                  |
| Середньомісячна швидкість вітру, м/с          | 5.76             | 5.56             | 5.54             | 5.38             | 4.98             | 4.79             | 4.55             | 4.64             | 5.06             | 5.42             | 5.58             | 5.75             |                  |
| Середньомісячна сонячна радіація, кДж/м²·день | 3852             | 6819             | 10620            | 14121            | 17062            | 18982            | 18884            | 15845            | 11756            | 6905             | 3990             | 2923             |                  |
| --------------------------------------------- | ---------------- | ---------------- | ---------------- | ---------------- | ---------------- | ---------------- | ---------------- | ---------------- | ---------------- | ---------------- | ---------------- | ---------------- | ---------------- |
| Джерело:                                      |                  |                  |                  |                  |                  |                  |                  |                  |                  |                  |                  |                  |                  |